# Eduard Philipp Körber
Eduard Philipp Körber (Tori, 17 giugno 1770 – Võnnu, 12 febbraio 1850) è stato un religioso, storico e numismatico estone.
Nato nell'Impero russo, si sposò  il 22.08.1796 con Kristina Gertrude Elizabet Minckwitz  (26.12.1780 Koeru — 23.12.1833 Võnnu);  ebbero tre figli, tutti e tre pastori Karl Eduard, Ludwig August Immanuel Körber, Georg Martin.
Figlio del pastore Paul Johann Körber (20.10.1735 – 14.11.1795)
Rappresentante della Chiesa evangelica luterana baltica, storico, archeologo, mineralogista e docente di teologia.
Il nonno era il pastore Johann Friedrich Körber (28.04.1701 – 7.04.1767); il figlio del suo secondo figlio, August, fu il medico e professore Bengard Körber; fu anche bisnonno del viceammiraglio Ludwig Körber.

## Biografia
Fu un pastore nei dintorni di Dorpat. Fu molto attivo nella raccolta delle informazioni e nello studio delle antichità della Livonia, sulla natura della regione e sulla sua storia
La maggior parte delle sue opere non sono state pubblicate e si trovano in manoscritti depositati per lo più nell'università di Tartu: «Mischellen über vaterländische Alterthümer» ,  «Topographie und Geschichte der vornehmsten alten Schlösser und Klöster in den Ostseeprovinzen»,  «Beschreibung u. Abbildung alter vaterländischen Alterthümer d. Kunst»; «Materialien zur Topographie und Geschichte der Landstädte in den Ostseeprovinzen».
Nel 2006 l'Eesti Ajaloomuuseum (museo della storia estone che si trova a Tallinn), ha pubblicato il manoscritto  «Müntzen in der Stadt Reval geprägt» (monete coniate nella città di Raval), con la traduzione estone a fronte e con note, sempre in lingua estone e cura di Ivar Leimus, uno storico estone. Il manoscritto, datato 1826, contiene diverse descrizioni di monete coniate dal XIV secolo al 1671, con numerosi disegni dell'autore.